# François Sagon
François Sagon (auch: François de Sagon; * im 16. Jahrhundert in der Normandie; † 19. August 1544) war ein französischer Dichter.

## Leben und Werk
François Sagon entstammte der Familie des Diepper Reeders Jehan Ango. In Rouen, Dieppe und Caen war er bei Dichterwettbewerben erfolgreich. François Ier schätzte ihn. Er genoss die Protektion von Galiot de Genouillac und Françoise de Foix. Dennoch wäre er heute vergessen, hätte er sich nicht, als er Sekretär des Abtes der Abtei Saint-Évroult war, in eine Jahre dauernde literarische Fehde schärfster Art mit Clément Marot eingelassen. Bei der Hochzeit von Isabeau d’Albret und René I. de Rohan in Alençon kam es zwischen ihm und Marot zu Handgreiflichkeiten. Motiv des Streits war neben literarischer Eifersucht Sagons der Vorwurf der Häresie an Marot. Die beidseitig hasserfüllten Texte gingen von Seiten Marots von dessen fiktivem Sekretär Frippelippes aus. Der Streit dauerte unter Beteiligung zahlreicher Dichter auf beiden Seiten bis zum Tod Sagons 1544.

## Werke (Auswahl)
- Le Valet de Marot contre Sagon. Lyon 1537. (Frippelippes, secrétaire de Clément Marot, à François Sagon, secrétaire de l’abbé de Saint Evroul)
- Le Préparatif à la mort, livre très utile et nécessaire à chascun chrestien.  Adjoustee une instruction chrestienne pour bien vivre et soy préparer à mourir. 1537.
- Le triumphe de grace, et prerogative d’innocence originelle, sur la conception & trespas de la vierge esleue mere de Dieu. 1544.
- La Complainte de troys gentilz hommes françoys  occiz et mortz au voyage de Carrignan, bataille et journée de Cirizolles. 1544.
- Le Chant de paix de France et d’Angleterre, chanté par les trois estatz, composé par l’Indigent de Sapience. 1544. 1549.

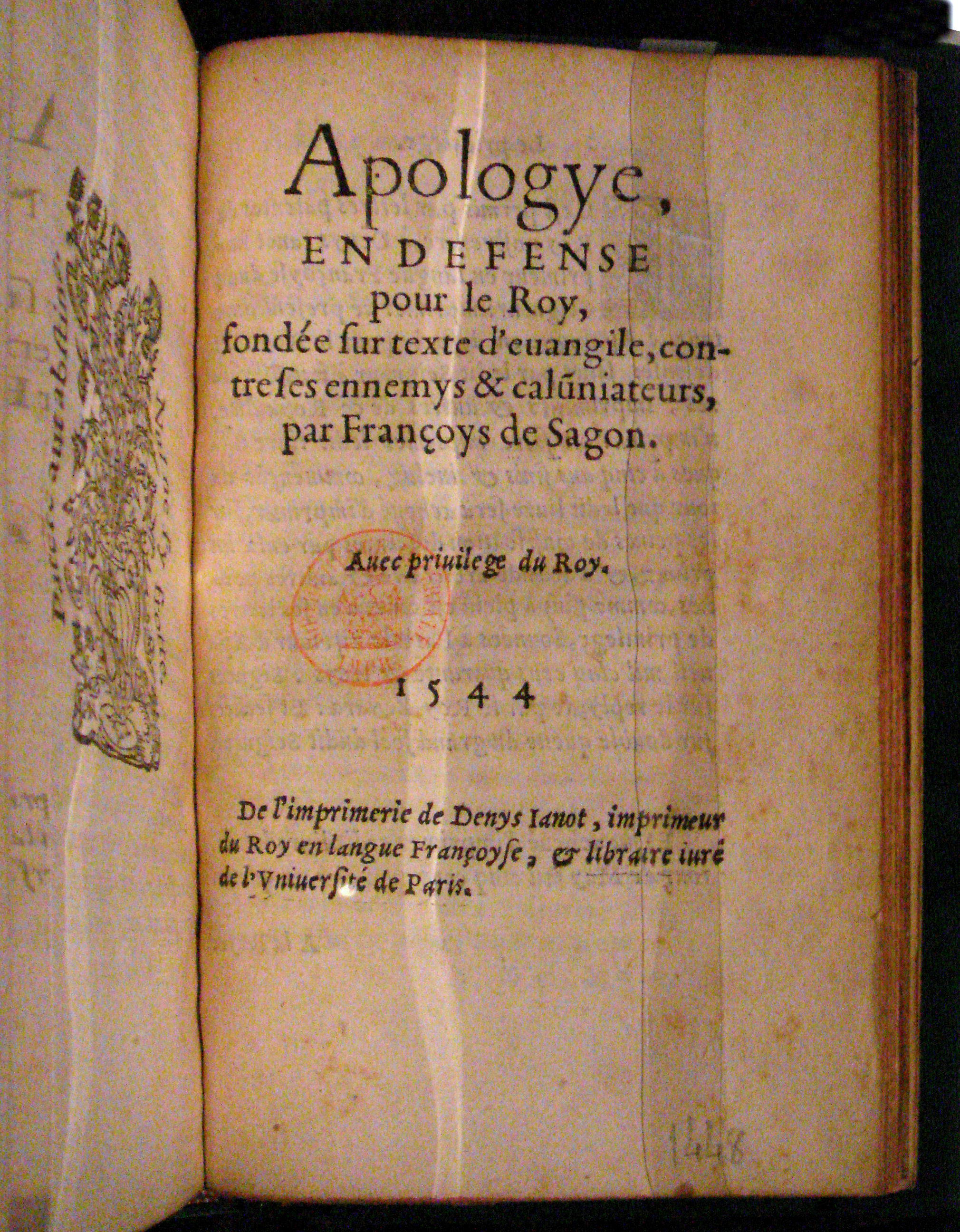
François Sagons Apologie der Türkenpolitik von François Ier (1544)

- Apologye, en défense pour le Roy, fondée sur texte d’évangile, contre ses ennemys et calumniateurs. Dirigé contre ceux qui blâmaient l’alliance du Roi et du Turc. 1544.
- Le regret d’honneur féminin. Poème français, sur la mort de la Ctesse de Chateaubriand. Hrsg.  F. Bouquet. H. Boissel, Rouen 1880.